# Pleuroprucha rubescens
Pleuroprucha rubescens là một loài bướm đêm trong họ Geometridae.